# Філе міньйон

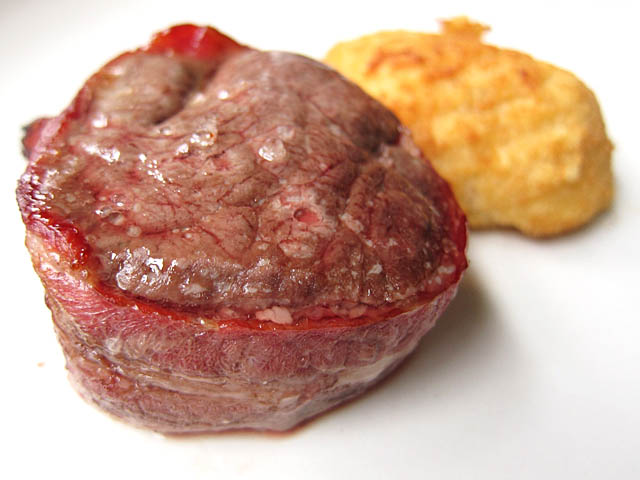
Філе-міньйон в беконі

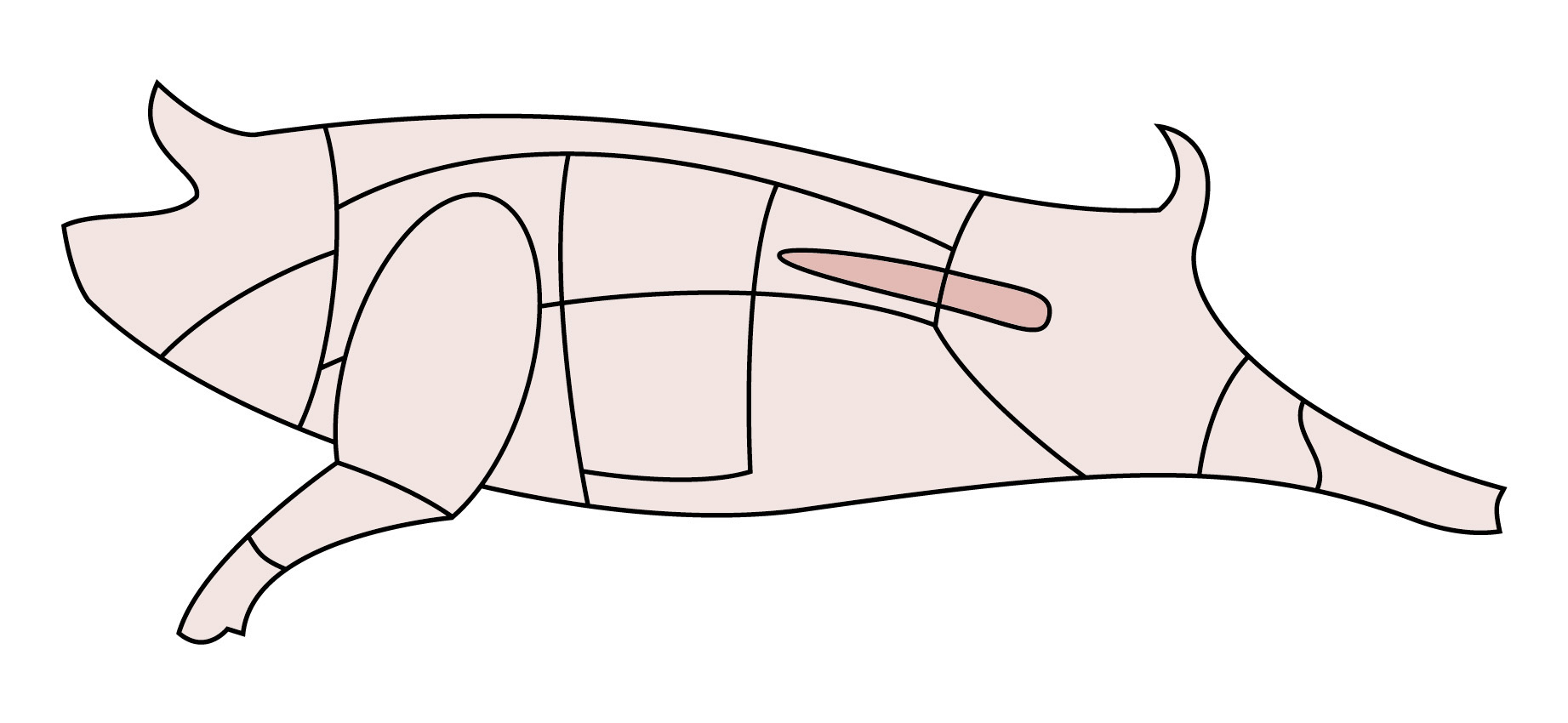
Розташування філе міньйон на свині

Філе міньйон (фр. Filet mignon - маленьке філе), медальйон — шматок яловичини, відріз тонкої частини філе. Використовується для приготування делікатесних страв з натурального м'яса — стейків «філе міньйон». Також поняття «філе міньйон» відноситься й до шматка м'яса зі свинини та, рідше, оленини.

## Характеристика

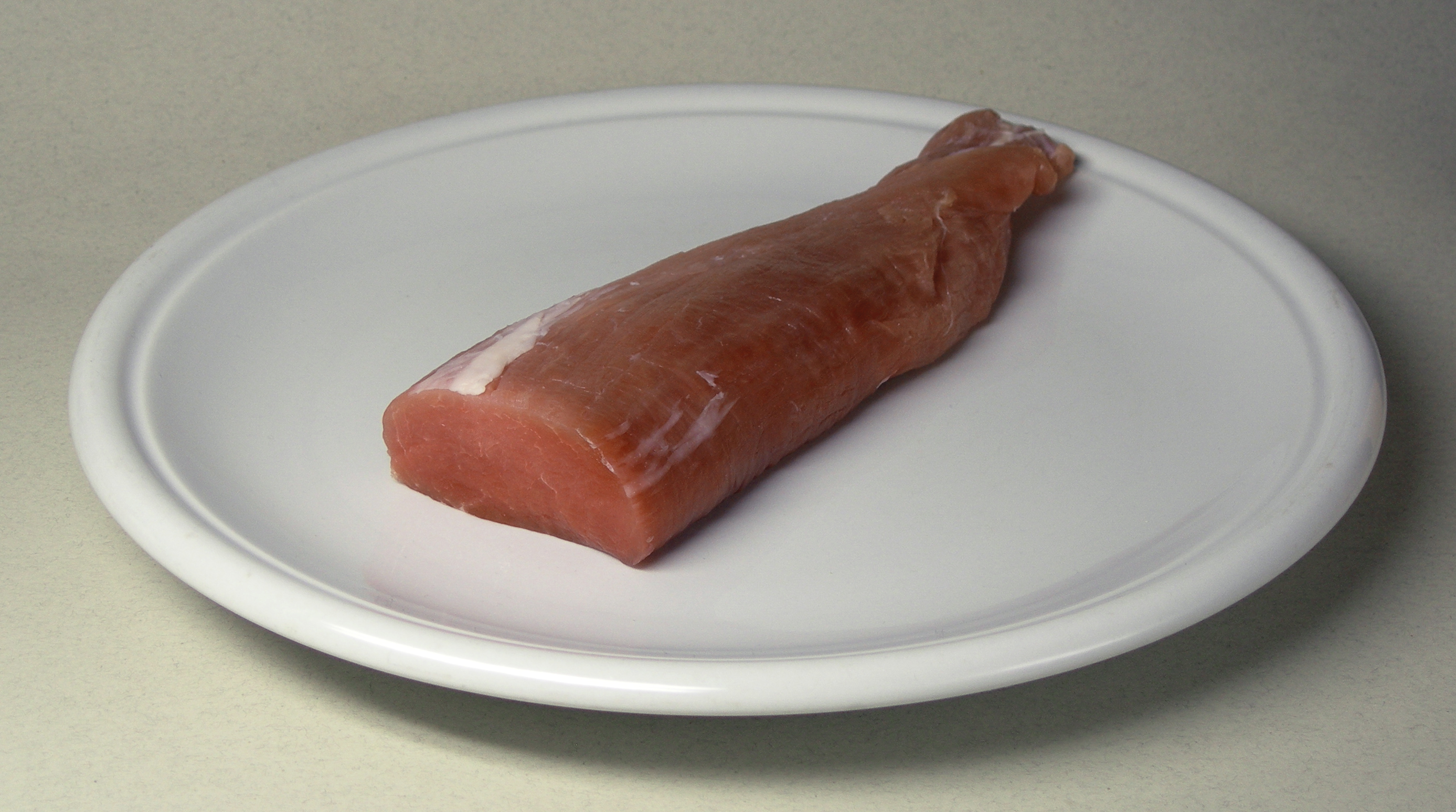
Свіже свиняче філе міньйон, ще не приготовлене і не розрізане на філе.

«Міньйон» походить від французького слова mignon, що означає «красивий» або «чарівний».
Філе на туші розташовуються вздовж обох сторін хребта. Філе (великий поперековий м'яз) часто продається цілим і виглядає як довгий вузький веретеноподібний шматок м'яса, потовщений з одного боку («голова») і тонший з іншого («хвіст»). Круглі шматки, нарізані поперек з тонкої частини філе, являють собою філе міньйон. У середній туші бика міститься не більше 500 грамів філе міньйон, тому це дороге м'ясо. У минулому цю частину туші називали попівським або пасторським шматком. За рахунок того, що ця частина туші має малий діаметр — до 8 см, — кожен шматок філе міньйон при нормальній нарізці товщиною 3-5 см важить приблизно вдвічі менше стейків звичайного розміру, що нарізаються з інших частин туші, тому часто його подають по два шматки на порцію.
Філе — найніжніша і найпісніша частина яловичини, це «лінивий» м'яз, що не несе ніякого навантаження, у ньому дуже мало сполучної тканини. Ніжне м'ясо не потребує додаткового пом'якшення, наприклад, за допомогою маринування. Однак яскравим смаком ця частина туші не відрізняється і кулінари подають страви з філе у соусі або готують м'ясо у смужках бекону, а також застосовують маринад для додання смаку. Кращий смак має філе міньйон бичків м'ясних порід зернової відгодівлі.
Філе міньйон називають «дамським стейком» на відміну від насиченого «чоловічого» стріплойн-стейку «Нью-Йорк».
У французькій кулінарії назву «філе міньйон» використовують також для страв зі свинячого філе.

## Приготування
Філе міньйон нарізають на шматки товщиною 3-6 см, швидко обсмажують з обох боків на грилі або сковорідці при дуже високій температурі, потім доводять до готовності при більш низькій температурі, зазвичай у духовці. Якщо нарізати м'ясо занадто тонко або пересмажити, воно не буде соковитим. Для приготування м'яса потрібно вдвічі менше часу, ніж для великих стейків. Філе міньйон майже ніколи не готують «з кров'ю» (rare), але як правило, подають менш просмаженим, ніж інше м'ясо. Якщо бажано сильніше прожарювання, наполовину готове філе міньйон надрізають поперек, розгортають у вигляді метелика і у такому вигляді доводять до потрібного ступеня готовності.

Філе міньйон містить мало жиру і його часто готують загортаючи шматочки м'яса смужками бекону і скріплюючи зубочисткою. Бекон збагачує смак м'яса і оберігає його від висихання при смаженні.

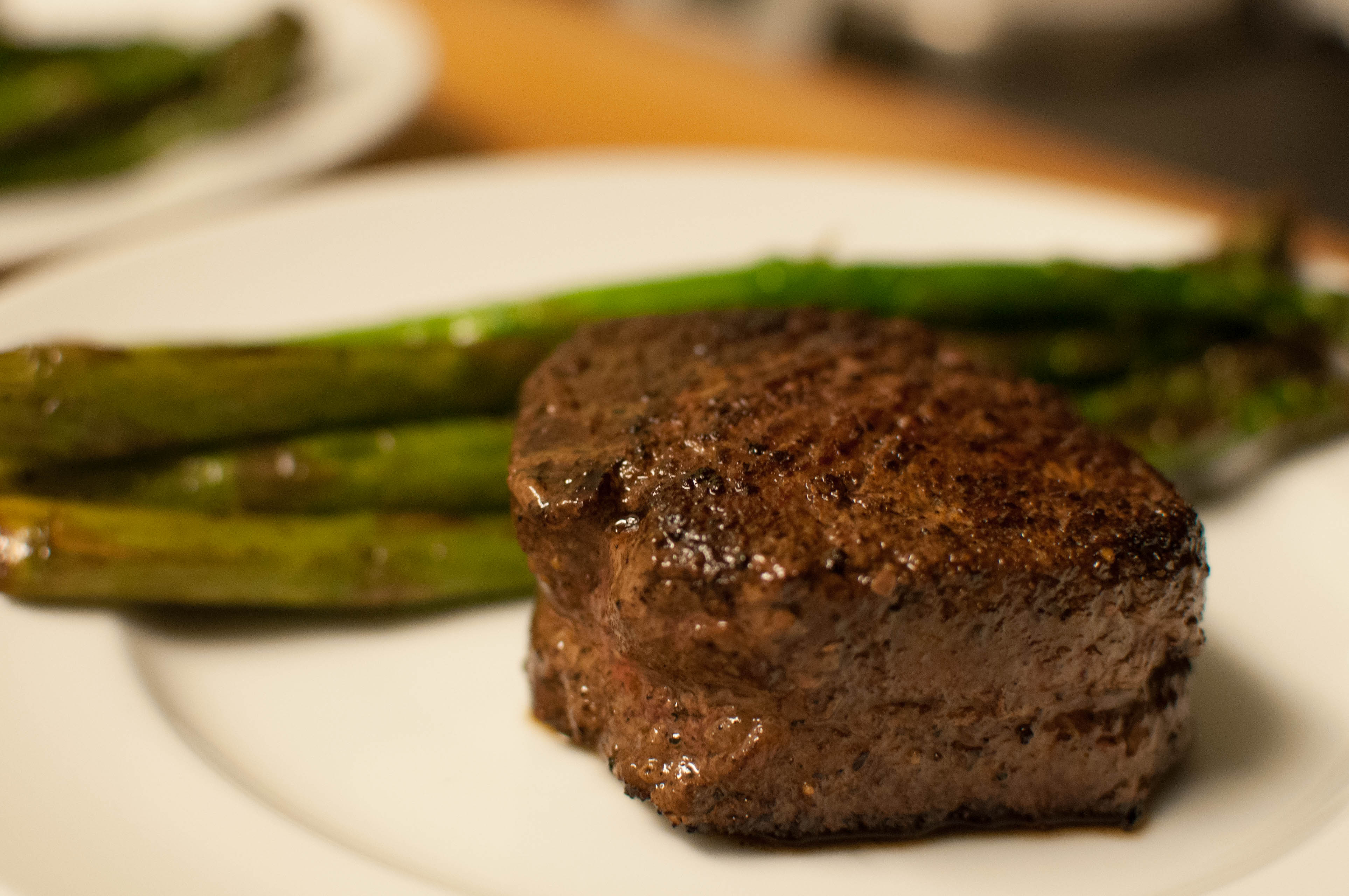
Традиційне філе міньйон зі спаржею
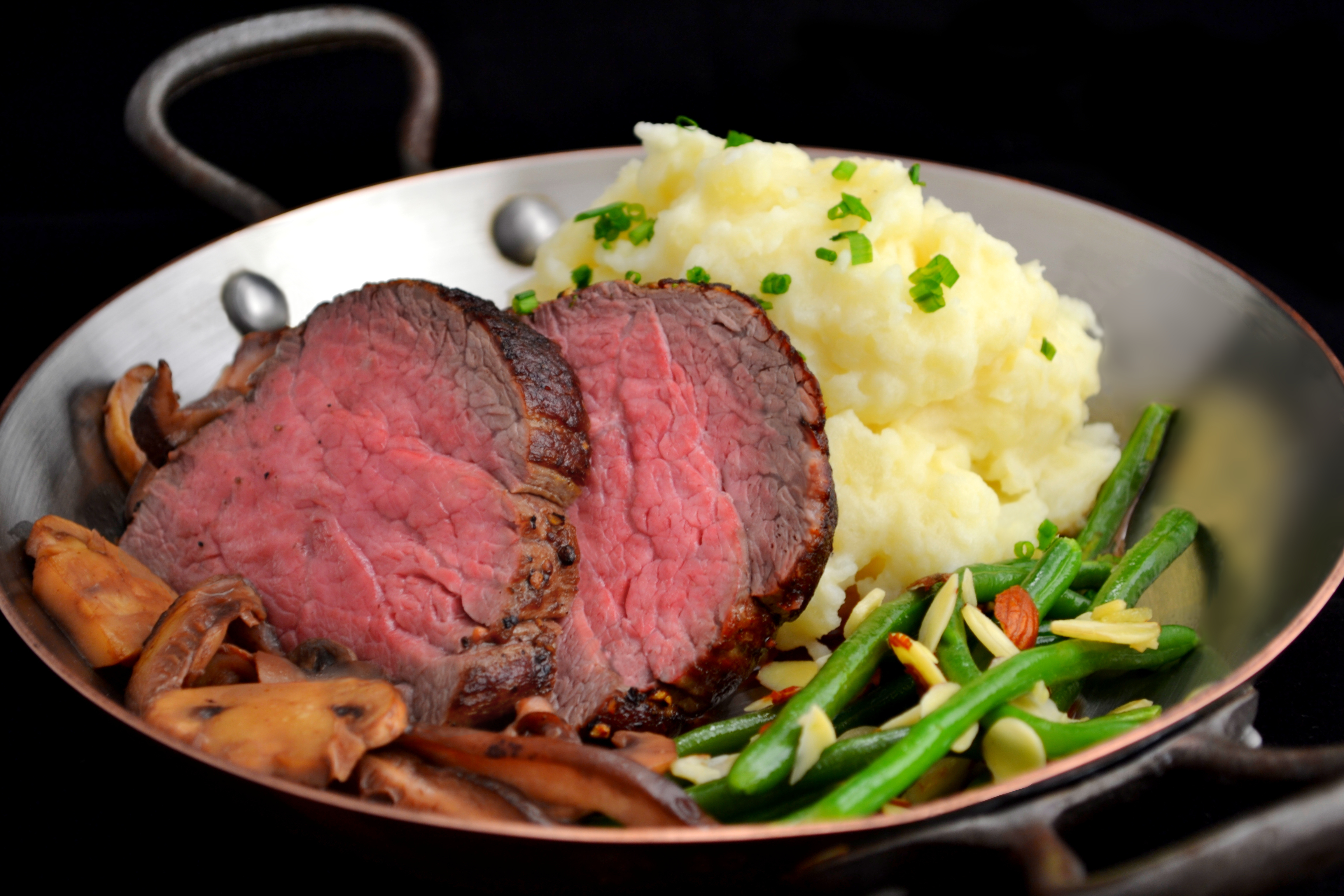
Філе міньйон з картопляним пюре, стручковою квасолею і грибами
Філе міньйон у беконі з броколі
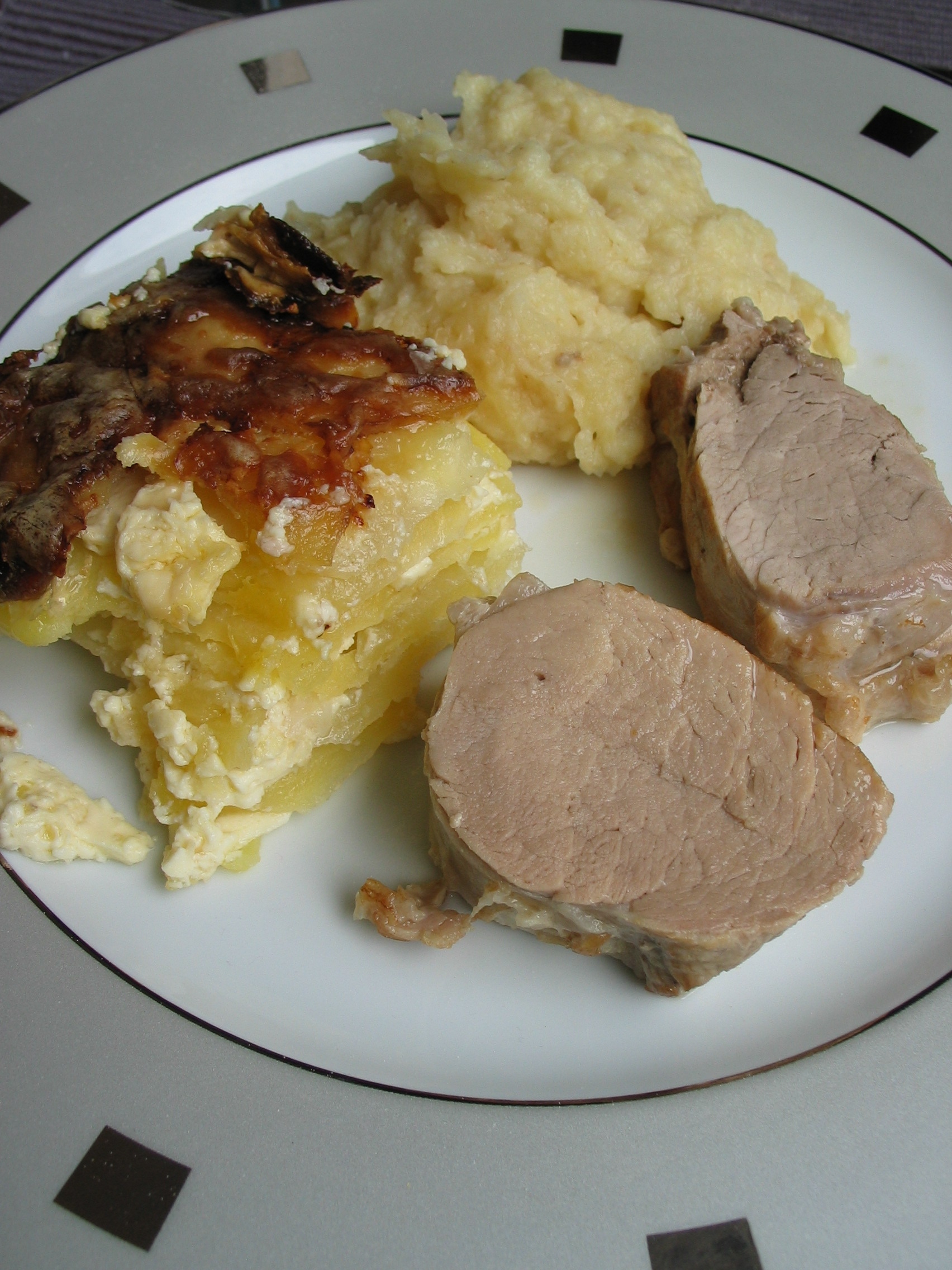
Філе міньйон зі свинини з картоплею дофінуа і пюре з селери